# Basquete Cearense
Maillots
L'Basquete Cearense est un club brésilien de basket-ball évoluant dans l'élite du championnat brésilien. Le club est basé dans la ville de Fortaleza.

## Palmarès
néant